# Ekstranummer!
Ekstranummer! är ett studioalbum med Ballade!, en musikgrupp bestående av Lillebjørn Nilsen, Åse Kleveland, Birgitte Grimstad och Lars Klevstrand. Albumet spelades in i Rosenborg Studio och lanserades som LP och kassett 1980. Ekstranummer! tilldelades Spellemannprisen 1980 i klassen "Viser".

## Låtlista
Sida 1
1. "Dra med Krøderbanen" ("Take The A-train" av Billy Strayhorn, norsk text: Lillebjørn Nilsen) – 2:54
2. "Katt og kaniner" ("Heart of the Country" av Lennon/McCartney, norsk text: Lillebjørn Nilsen) – 3:38
3. "Pasalimani (Echi O Theos)" (av Mikis Theodorakis, norsk text: Lillebjørn Nilsen) – 2:56
4. "Gamle Enerhaugen" (Erling Zetterstrøm/Einar Kristoffersen) – 2:28
5. "Preludium i D-Moll" (av Johann Sebastian Bach, norsk text: Lars Klevstrand) – 1:42
6. "EDB og data" ("Motett" av Passerau, norsk text: Lillebjørn Nilsen) – 2:10
7. "Den tredje mann" (av Anton Karas, norsk text: Lillebjørn Nilsen/Lars Klevstrand) – 2:20

Sida 2
1. "Du kan godt få sitte innte mæ, Leif" (Got to get into your life" av Lennon/McCartney, norsk text: Lillebjørn Nilsen) – 3:15
2. "Klukkesundag"	(Carl Gustav Sparre Olsen/Tarjei Vesaas) – 2:30
3. "Soweto" (Lillebjørn Nilsen/Lars Klevstrand) – 2:55
4. "Det nye livet begynner" ("Comienza la vida nueva" av Luis Advis, norsk text: Lillebjørn Nilsen) – 3:30
5. "En gammel sang om Fredrik II" (Wilby[vem?]/Lillebjørn Nilsen) – 2:53
6. "Ballade!'s avskjedssang" (Bang/C. Møller) – 2:41

## Medverkande
Ballade!
- Lillebjørn Nilsen – sång, gitarr, hardingfela, ukulele, bouzouki, charango
- Åse Kleveland – sång
- Birgitte Grimstad – sång
- Lars Klevstrand – sång, gitarr, arrangement

Bidragande musiker
- Tor Halmrast – elektrisk gitarr, arrangement
- Terje Venaas – kontrabas
- Morten Tomte, Rolf Wallin, Trygve Aasgaard – fagott, kornett
- Svein Christiansen – trummor, percussion

Produktion
- Pete Knutsen – musikproducent